# Brecha digital de género

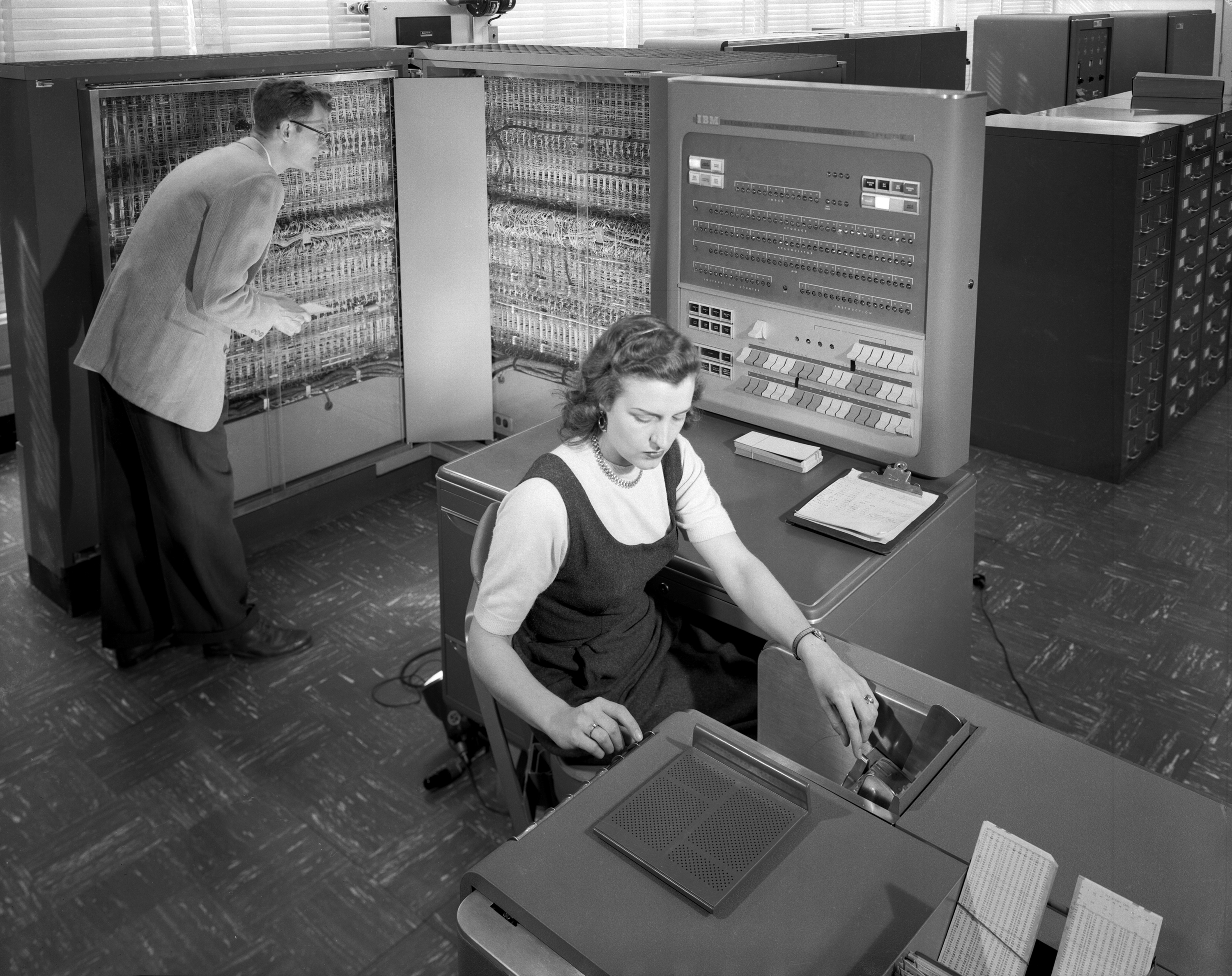
Mujer trabajando con máquina de procesamiento electrónico de datos IBM 704, utilizada para hacer cálculos en investigación aeronáutica (21 de marzo de 1957).

La brecha digital de género es una de las variables más relevantes relacionadas con el retraso de las mujeres en la incorporación al mundo de las nuevas tecnologías y al uso de Internet. Las diferencias de acceso entre hombres y mujeres se dan en todas las sociedades actuales, tanto en contextos de economías avanzadas como de economías en desarrollo. Ramiro destaca que "las desigualdades existentes entre hombres y mujeres en el terreno de las nuevas tecnologías e Internet, tienen diferentes manifestaciones, que van desde el acceso, pasando por la intensidad del uso, hasta el tipo de uso que se les da, sin olvidar, lógicamente, los factores económicos y socio-culturales que las rodean".
Las mujeres aprovechan cada vez más las tecnologías de la información y la comunicación (TIC) en todas las esferas de la vida. Pero al mismo tiempo se produce una brecha de género manifiesta no sólo en el menor número de mujeres usuarias de las TIC, sino también en la persistencia de desigualdades estructurales específicas de género que constituyen barreras para su acceso y su uso. Al inicio de la aparición de las TIC, se partía de la idea de que no existía la brecha digital, sino que el retraso de algunos sectores, colectivos y países, era un estadio que se superaría con el tiempo y con el crecimiento económico (bastaría poner ordenadores para que la gente los utilizase). Hoy se constata, sin embargo, que hay diversos tipos de brecha digital y que esta persiste y adquiere nuevas formas. Además de la brecha de acceso, hay una brecha de uso, una brecha de contenidos y una brecha de habilidades tecnológicas.

## Concepto
Brecha digital es la disparidad existente entre individuos, hogares, empresas y áreas geográficas de diferentes niveles socioeconómicos en relación tanto a las oportunidades de acceso a las tecnologías de información y comunicación como al uso de éstas para una amplia variedad de actividades. Son capacidades para adquirir destrezas prácticas en TIC necesarias para el trabajo y la vida cotidiana. La brecha digital está relacionada con la brecha del conocimiento y, más específicamente, con las “habilidades digitales” necesarias para vivir y trabajar en sociedades caracterizadas por la importancia creciente de la información y el conocimiento.
La preocupación por las diferencias de género en el uso de ordenadores e Internet es creciente. Se han analizado diferentes aspectos en el uso de Internet en la sociedad y se ha demostrado que no hay diferencias en el uso de Internet en el tramo de edad de 16 a 24 años, pero va aumentando con la edad, llegando a ser diez puntos inferior en las mujeres en el tramo de edad de 65 a 74 años.
Cecilia Castaño señala que la brecha de género también está relacionada con la escasa proporción de mujeres que trabajan como profesionales de la informática. Apunta Castaño que “lo más grave es que estas diferencias de género en las profesiones informáticas no parece que tiendan a reducirse en el futuro, ya que son más agudas entre los más jóvenes (menos de 40 años)".
En la actualidad es posible identificar distintas perspectivas o líneas de investigación que indagan la problemática, tanto para brindar información estadística y descriptiva de las brechas, así como para visibilizar sus causas y esbozar posibles soluciones.
En primer lugar, un tipo de abordaje propone indagar en la participación de las mujeres como sujetos de la “sociedad de la información”, por un lado, visibilizando las aportaciones que realizaron a lo largo de la historia y demostrando que no son tan pocas, y por otro lado, identificando los obstáculos que siguen impidiendo una auténtica inclusión de las mujeres en este ámbito. En segundo lugar, otro tipo de estudios orientados al mercado laboral mapea los usos de las tecnologías de la información y comunicación por parte de mujeres y su relación con el empoderamiento y las oportunidades de acceso al mundo del trabajo en el sector empresarial. Una tercera línea está referida a las relaciones entre tecnología y el sistema sexo-género, examinando las implicancias epistemológicas de las categorías asociadas implícitamente a “lo femenino” y “lo masculino” en el diseño, desarrollo, difusión y utilización de las tecnologías.

## Importancia de superarla
A medida que se va digitalizando la economía, las personas que no tienen acceso se van marginando aun más de que ya estaban. La falta de acceso se traduce en muy pocas posibilidades de empleos de calidad para mujeres, que ya de por sí conviven con la brecha salarial histórica.
La inclusión digital es una ventaja competitiva y contribuye al bienestar de las personas, de lo que no pueden quedar excluidas las mujeres. Cerrar la brecha digital de género contribuye a potenciar los impactos positivos de las nuevas tecnologías de la información y comunicaciones (TIC) en la reducción de las brechas sociales de género existentes.
La  CEPAL recomienda algunas acciones para superar la brecha digital de género:
- Promocionar acciones de capacitación que permitan la inclusión de las mujeres a través de la adquisición de las habilidades necesarias para el uso de las TIC adaptados a sus perfiles y orientándola a la capacitación a cuestiones que inciden en aspectos sustanciales para ellas (empoderamiento, comunicación, integración, derechos, combate de las violencia de género, etc.).
- Desarrollar programas para la inclusión digital de las mujeres que viven mayores desigualdades y que se encuentran más alejadas de las TIC.
- Promover el desarrollo de una ciudadanía digital, para lograr el uso responsable de internet y la información que provee, lo que para las mujeres implica enfrentar los riesgos del uso cotidiano de las TIC frente al acoso a menores y a la violencia de género.
- Incorporar en las políticas de acceso y uso de TIC la perspectiva de género como eje transversal, para que estas consideren las desigualdades y las necesidades diferentes de mujeres y hombres en la sociedad de la información.
- El uso de Internet y de los dispositivos digitales de información supone formar parte de una sociedad “conectada”, donde la inclusión digital opera como ventaja competitiva y clave en materia de integración, contribuyendo también de un modo significativo al bienestar de las personas. Las mujeres no pueden quedar al margen de este proceso, que supone formar parte activa de una sociedad y constituye un factor de empoderamiento de las mujeres.
- Las mujeres, al igual que los hombres, tienen derecho a aprovechar las ventajas que dichas herramientas proporcionan en términos de aumentos de la productividad en el trabajo, mayor eficiencia en el uso del tiempo y en la búsqueda de empleo, menores costos de acceso a información en ámbitos como la salud y la educación.
- La respuesta de los Estados para cerrar la brecha digital de género mediante políticas públicas con perspectiva de género, contribuye a potenciar los impactos positivos de las nuevas tecnologías de la información y comunicaciones TIC en la reducción de las brechas sociales de género existentes.[13]

## Principales estrategias para superarla
- Promocionar acciones de capacitación (alfabetización digital básica y especializada) que permitan la inclusión de las mujeres a través de la adquisición de las habilidades necesarias para el uso de las TIC adaptados a sus perfiles, orientando la capacitación a cuestiones que transcienden el mero uso de las TIC y que inciden en otros aspectos sustanciales para ellas (empoderamiento, comunicación, integración, derechos, combate de las violencia de género, etc.).
- Desarrollar programas para la inclusión digital de las mujeres que viven mayores desigualdades y que se encuentran más alejadas de las TIC.
- Promover el desarrollo de una ciudadanía digital, para lograr el uso responsable de internet y la información que provee, lo que para las mujeres implica enfrentar los riesgos del uso cotidiano de las TIC frente al acoso a menores y a la violencia de género.
- Incorporar en las políticas de acceso y uso de TIC la perspectiva de género como eje transversal, para que estas consideren las desigualdades y las necesidades diferentes de mujeres y hombres en la sociedad de la información.[13]
- Incorporar en los sistemas educativos educación sexual integral que sea transversal a todas las materias y ámbitos de aprendizaje.[11]

## Utilidad de las TIC para la Equidad
Tradicionalmente las mujeres han estado relegadas en los medios. No suelen ser fuente de noticia excepto cuando se comete un crimen en contra de ellas. Por otro lado tampoco han tenido acceso a los medios. A las ponen al lado de los presentadores como “mujeres florero” o son pocas las que logran tener una presencia relevante, sobre todo en espacios informativos y de opinión.
Internet y todos los medios digitales nos ofrecen una oportunidad hasta ahora desconocida. Todas y todos podemos convertirnos en “opinadores”. .Nuestra voz puede ser escuchada globalmente sólo con tener una cuenta en Twitter o en Facebook. Podemos posicionar temas en agenda que a los medios no les interesan y convertirlas en tendencia mundial. Las Tecnologías de Información y Comunicación abren nuevos espacios para defender los derechos de las mujeres. Pero hay que estar alerta, porque también pueden convertirse en otro medio para cosificarlas sexualmente. 
O en nuevas estrategias para que los acosadores sigan sometiendo a sus novias o esposas: “El acoso a través de correos electrónicos, mensajes en Twitter o en Facebook es un fenómeno absolutamente nuevo. Las redes sociales, que son las nuevas formas de socialización entre los jóvenes, le están dando una magnitud diferente a un tipo de violencia que antes se ejercía por otros medios”. 
Además, según revela el estudio de ALC sobre la imagen de la mujer en la red, hay más avances que retrocesos.
Por eso es necesaria la capacitación en TIC, para saber usarlas, para hacernos presentes y garantizar espacios de lucha y reflexión sobre la equidad y en contra de la Violencia contra las Mujeres. Montserrat Boix, coordinadora del portal Mujeres en red, aconseja:
- Crear redes de trabajo en torno a las TIC.
- Incorporar las TIC en nuestros espacios de formación. De manera concreta en los estudios de género. Mantener la cultura del aprendizaje permanente. Nos facilitará el acceso a la Sociedad de la Información y la Comunicación.
- Pensar en un concepto dinámico de la red y la Internet.

Y sobre todo, que esta incorporación de Internet y las TIC hay que hacerlas con Software Libre, para poder crear “una sociedad de la información plural y no discriminatoria”.

## Mujeres y proyectos TIC

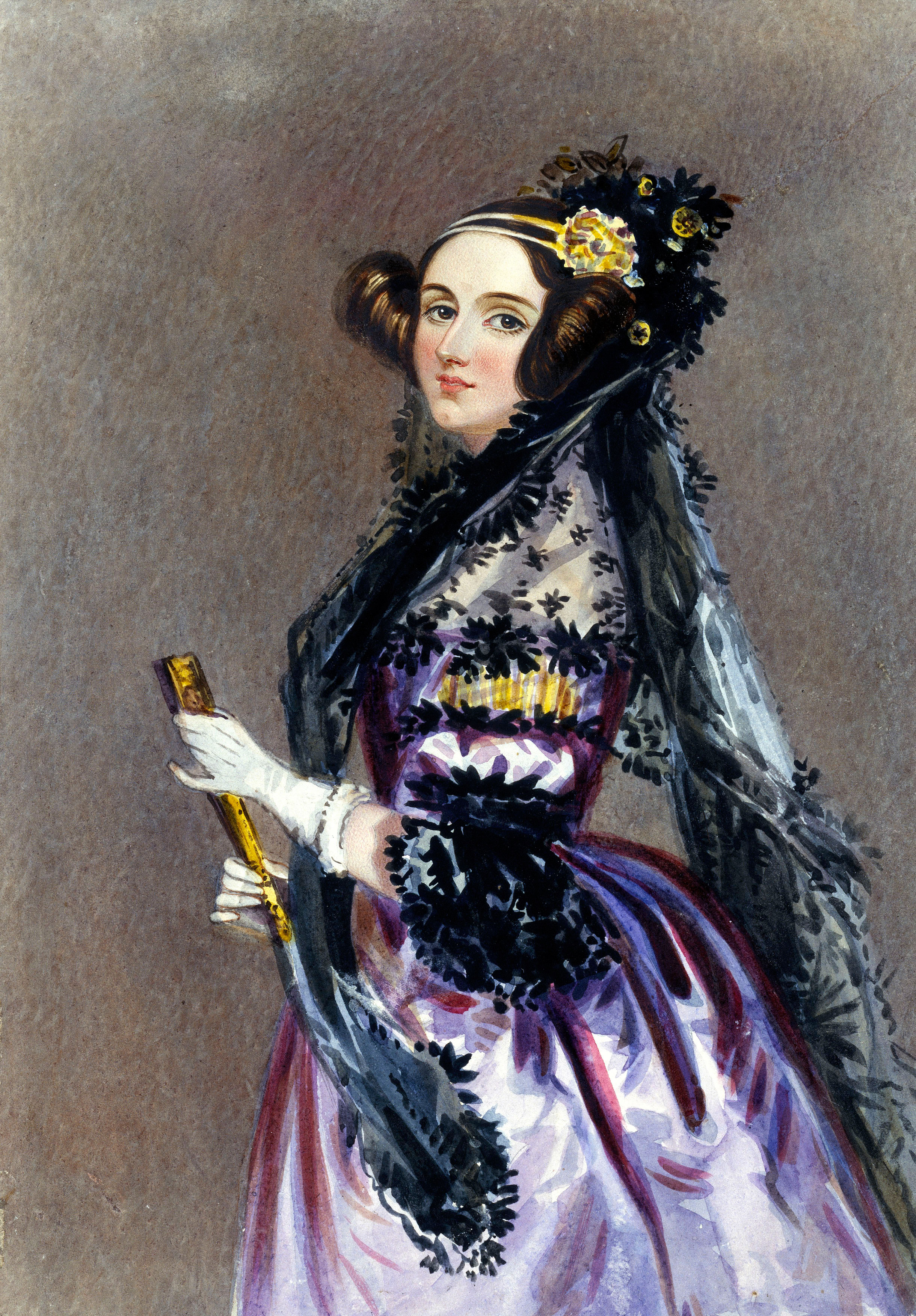
Ada Lovelace

A pesar de la discriminación hacia la mujer en las TIC a lo largo de la historia, existen numerosas aportaciones que han realizado. Mostramos algunos de los trabajos más influyentes realizados por mujeres:
- Grace Hopper: inventó el primer compilador de la historia, el A-0.
- Ada Lovelace: publicó el primer algoritmo diseñado para ser ejecutado por una computadora, cuando estas todavía no se habían implementado.
- Anita Borg: desarrollora de MECCA, un sistema de correo electrónico para comunidades en línea.
- Jude Milhon: creó el movimiento ciberpunk.
- Barbara Thoens: demostró la necesidad de la criptografía crackeando el sistema de seguridad de varios bancos en línea en los 90.
- Xiao Tian: lidera el China Girl Security Team y se dice que fue este grupo de hackers el que atacó el buscador de Google en China.
- Cathy Hackl: fundó la comunidad latina VR/AR (realidad virtual, realidad aumentada).

## En el mundo

### Latinoamérica
Entre los obstáculos menos visibles para superar las  brechas digitales está la inequidad de género. En América Latina, por ejemplo, "es potente la presencia femenina en uso de redes sociales y telefonía móvil", por lo que la brecha de acceso ha disminuido, pero "no tiene correlato en relación con la toma de decisiones de alto nivel empresarial o gubernamental".
El efecto del nivel de estudios tampoco reduce la brecha de género. Las desigualdades de género en el mercado de trabajo son relevantes y se manifiestan de varias formas:
- La tasa de empleo femenino es considerablemente más baja que la masculina. En España, la tasa de empleo femenino se sitúa en torno al 50 por ciento y la masculina supera el 70 por ciento.
- El empleo femenino se basa en actividades menos relevantes desde el punto de vista de la informatización o el acceso a Internet. En las ocupaciones más relacionadas con la informática, las mujeres representan porcentajes elevados por encima del 50 por ciento en las actividades menos cualificadas (operadores, administradores de bases de datos) y por debajo del 10 por ciento en las más cualificadas (ingenieros informáticos y de telecomunicaciones).

En América Latina las mujeres igualan a los hombres en el acceso a computadores y a la conexión de Internet en el hogar, pero, en cuanto al uso, existe una brecha digital en todos los países de la región con un porcentaje de mujeres menor al de los hombres que declaran usar Internet. Según menciona Castaño (2008), la mayoría de las mujeres suele emplear internet para actividades de ocio dentro del ámbito del hogar. Mientras que los hombres suelen emplearlo en mayor medida en sus trabajos, además de en sus casas. Esta brecha también es notada dentro de las carreras que se encuentran vinculadas a las TIC, donde el mayor porcentaje se encuentra ocupado por hombres. Aunque con el correr de los años ha aumentado el número de mujeres en la disciplina. Cabe destacar, que aquellas mujeres que se desempeñan dentro del rubro, no logran conseguir puestos altos como los hombres, cuestión que pueden vincularse a diversas variables, como por ejemplo la maternidad.

### España
En España en 2016 se rompió la tendencia a la baja observada en años anteriores sobre brecha digital entre hombres y mujeres. Según la encuesta del Instituto Nacional de Estadística “Encuesta sobre Equipamiento y Uso de Tecnologías de Información y Comunicación en los Hogares”: En 2017 se recuperó la tendencia a la baja de la brecha de género con 1,8 puntos de brecha.
En el análisis del uso de internet, la diferencia de puntos entre hombres y mujeres se situaba en 2012 en el 5,3; su reducción había sido progresiva hasta el 3,2 el año 2015, y ha empezado a aumentar en 2016, con una diferencias de puntos del 3,9.
En compras por internet, la brecha entre hombres y mujeres era significativa en 2012, con 6 puntos de diferencia que se redujeron hasta el 3,3 en 2013. Sin embargo comenzó a crecer desde entonces, situándose en 2016 en un máximo histórico de 6,1 puntos de diferencia.

## El género femenino en las tecnologías de inteligencia artificial[20]
Los hombres continúan dominando el mundo de la tecnología. Esta disparidad acaba por perpetuar la desigualdad de género, ya que los sesgos no reconocidos se replican y se introducen en los algoritmos e inteligencia artificial (IA).
La limitada participación de las mujeres en el sector de la tecnología puede extenderse, replicando sesgos de género existentes y creando nuevos. La participación de las mujeres en el sector tecnológico está limitada por la desigualdad de educación y formación en habilidades digitales. Las brechas de confianza y aprendizaje, que surgen tan pronto como durante la educación primaria, van aumentando a medida que las niñas van avanzando con su educación, por lo que para cuando llegan a un nivel universitario, tan sólo una fracción decide llevar a cabo estudios a nivel avanzado en ingeniería informática y otros campos relacionados con la tecnología de la información y comunicación. Estas brechas se hacen aún más amplias en la transición de la vida académica a la vida laboral; la Unión Internacional de Telecomunicaciones estima que tan sólo un 6% de los desarrolladores de software profesionales son mujeres.
Las tecnologías generadas por equipos y empresas donde predomina el género masculino tienden a reflejar sesgos de género. Establecer un equilibrio entre hombres y mujeres en el sector tecnológico ayuda a establecer las bases de la creación de una tecnología que refleje y acomode adecuadamente la extensa diversidad de la sociedad. Por ejemplo, en el campo de la inteligencia artificial, que hoy en día posee una gran influencia sobre la vida de las personas y esta influencia aumenta exponencialmente, las mujeres tan sólo constituyen el 12% de los investigadores de IA. 
Cerrar la brecha digital de género comienza estableciendo una educación y una formación en habilidades tecnológicas y digitales más inclusivas.

### Asistentes digitales
Los asistentes digitales abarcan un rango de tecnologías que asisten a los usuarios de varias maneras. Cuando interactúan con asistentes digitales, los usuarios no tienen ninguna restricción sobre los comandos de entrada, pero se les incentiva a hacer las consultas de la forma más natural, ya sean por voz o escritas. Se trata de establecer interacciones más humanas con la tecnología. Estos asistentes digitales pueden ser: asistentes por voz, bots conversacionales y agentes virtuales.

#### Feminización de los asistentes por voz
Los asistentes de voz se han convertido en un elemento central de las plataformas tecnológicas y, en muchos países, de la vida cotidiana. Entre 2008 y 2018, la frecuencia de las consultas de búsqueda en Internet por voz se multiplicó por 35. Estas consultas por voz representan cerca de un 20% de las búsquedas en Internet desde el móvil (una cifra que se prevé que aumente hasta el 50% en 2020). Los asistentes de voz gestionan ahora más de mil millones de tareas al mes, desde cambiar una canción hasta contactar con los servicios de emergencia.
En la actualidad, la mayoría de los principales asistentes de voz son exclusivamente femeninos o femeninos por defecto, tanto en el nombre como en el sonido de la voz. Amazon tiene Alexa (llamada así por la antigua biblioteca de Alejandría), Microsoft tiene Cortana (llamada así por una inteligencia sintética del videojuego Halo que se proyecta como una mujer sensual sin ropa), y Apple tiene Siri (acuñada por el noruego cocreador del iPhone 4S y que significa «mujer hermosa que te lleva a la victoria» en nórdico). Además, aunque el asistente de voz de Google es simplemente Google Assistant y a veces se le llama Google Home, su voz es femenina.
La tendencia a feminizar los asistentes se produce en un contexto en el que existe un creciente desequilibrio de género en las empresas tecnológicas, de forma que los hombres suelen representar entre dos tercios y tres cuartos de la plantilla total de una empresa. Empresas como Amazon y Apple han citado trabajos académicos que demuestran que la gente prefiere una voz femenina a una masculina, lo que justifica la decisión de hacer que los asistentes de voz sean femeninos. Otros estudios demuestran que a los consumidores no les gustan los asistentes de voz que no marcan claramente el género, por lo que el sesgo de género está «codificado» en la tecnología. Las empresas suelen citar estudios que demuestran que los clientes quieren que sus asistentes digitales suenen como mujeres, y justifican la elección por ánimo de lucro. Sin embargo, las investigaciones sobre el tema son contradictorias, y hay estudios que demuestran que en algunos contextos se prefieren las opciones masculinas Por ejemplo, BMW se vio obligada a retirar un sistema de navegación con voz femenina en sus coches de la serie 5 a finales de los años 90, después de recibir una gran cantidad de llamadas de hombres alemanes que «se negaban a aceptar las indicaciones de una mujer».
Los investigadores especializados en la interacción persona-ordenador han reconocido que tanto hombres como mujeres tienden a caracterizar las voces femeninas como más útiles. Esta percepción puede tener su origen en las normas sociales tradicionales sobre las mujeres como cuidadoras (las madres suelen encargarse -voluntariamente o no- de muchos más cuidados que los padres) y en otros prejuicios de género construidos socialmente antes de la era digital.